# تونس في الألعاب الأولمبية الصيفية 1976
لم تشارك تونس في الألعاب الأولمبية الصيفية 1976 التي أقيمت في مونتريال بكندا وذلك للاحتجاج ضد مشاركة نيوزيلندا في فريق أول بلاكس القادم بعد قيامه بدورة في جنوب أفريقيا أين كان نظام الميز العنصري أبارتايد هو الحاكم حينها.
شاركت تونس ومصر والمغرب في الألعاب الأولمبية من 18 إلى 20 جويلية قبل أن تنسحب بعد ذلك.

## مقالات ذات صلة
- تونس في الألعاب الأولمبية

## وصلات خارجية
- الموقع الرسمي للجنة الوطنية الأولمبية التونسية.
- تونس في الموقع الرسمي للجنة الأولمبية الدولية.